# Nebris
Pour l'attribut du culte de Dionysos, voir nébride.
Genre
Nebris est un genre de poissons de la famille des Sciaenidae.

## Liste des espèces
- Nebris microps Cuvier in Cuvier et Valenciennes, 1830 - courbine
- Nebris occidentalis Vaillant, 1897